# La Vajol
La Vajol település Spanyolországban, Girona tartományban. La Vajol Agullana, Darnius, Maçanet de Cabrenys és Maureillas-las-Illas községekkel határos. Lakosainak száma 96 fő (2024).

## Népesség
A település népessége az elmúlt években az alábbi módon változott:
| Lakosok száma | 130  | 219  | 171  | 131  | 59   | 103  | 98   | 86   | 89   | 96   |
|               | 1717 | 1887 | 1936 | 1960 | 1986 | 2004 | 2009 | 2014 | 2019 | 2024 |